# 蔡丽新
蔡丽新（1971年10月—），女，汉族，江苏无锡人，中华人民共和国政治人物。苏州大学政治系思想政治教育专业毕业，在职研究生学历、博士学位。第十三届全国人民代表大会江苏地区代表。曾任中共广西壮族自治区党委常委，广西壮族自治区人民政府常务副主席。现任中共中央社会工作部副部长。中共第二十届中央候补委员。

## 生平
1992年10月加入中国共产党。1994年8月参加工作。1997年6月任共青团苏州市平江区委书记；1997年11月任共青团苏州市委副书记、党组成员；2003年5月任共青团苏州市委书记、党组书记；2006年6月任苏州市平江区委副书记、代区长；2007年1月任苏州市平江区委副书记、区长；2011年9月任中共苏州市委常委、宣传部部长；2015年6月任江苏省网信办（筹）主任兼中共江苏省委宣传部副部长；2016年10月任中共南京市委常委、宣传部部长；2017年3月任淮安市委副书记、代市长、市政府党组书记。2018年1月任市长。同年3月，被选为全国人大代表。2019年12月，任中共淮安市委书记。
2021年3月，调入外省工作，任广西壮族自治区人民政府副主席。同年11月，任中共广西壮族自治区党委常委，自治区人民政府常务副主席，晋升副部级。
2024年3月，调入中央，任中共中央社会工作部副部长。

## 金湖县过期疫苗事件
蔡丽新担任淮安市人民政府市长期间，2019年1月，淮安市金湖县黎城卫生院发生了一起口服过期疫苗事件。